# めでぃかるまじかる
めでぃかるまじかるは、菊田みちよ作の漫画。「なかよし」(講談社)の増刊枠「なかよし 2002 ふゆやすみランド」に発表された。また、『まもって!ロリポップ』の単行本1巻にも収録されている。

## ストーリー
魔法使いウィルの診療所で医療魔法の勉強をしている17歳の少女ピュア。その理由は、医療魔法で成長薬を作り、幼児のような姿から美しく成長しようという、非常に不純なものだった。ある日、診療所の留守を預かっていた彼女の元に、急患が現れた。その急患の老人を救うために、彼女は、ウィルのペットの猫のアクアマリンと、老人の孫のミトと共に、薬草があるという森に向かう。

## 余談
この物語に出てくるウィルとアクアマリンは、『まもって!ロリポップ』に、プロの魔法使い兼魔法試験本部の試験官と、その使い魔として登場している。アニメにも登場した。